# Oral-B
Oral-B es una marca propiedad de la multinacional estadounidense Procter & Gamble fundada en 1950, dedicada a comercializar productos para la higiene dental como cepillos de dientes, dentífricos e hilos dentales.

## Productos
La compañía Oral-B ofrece los siguientes productos:
| Cepillos eléctricos | Cepillos manuales | Sedas dentales e interdentales | Pasta de dientes y enjuague bucal                                             |
| - Oral-B Triumph ProfessionalCare: 5000, 6000, 7000 & 8000 Series; 7900 OxyJet Center - Sonic Complete - Vitality - AdvancePower - Pulsar - CrossAction - Precision Clean | - Advantage - Pulsar - CrossAction: Toothbrush, Vitalizer, Massage, Power - Advantage: Artica, Plus, Control Grip - Stages | - SATINtape - SATINfloss - Super Floss (super hilo dental) - Ultra Floss (ultra hilo dental) - Colibri - Essential Floss (hilo dental esencial) | - Pasta de dientes Oral-B Complete (normal) - Pasta de dientes Stages (niños) |